# 河内谷川
河内谷川（こうちだにがわ）は、徳島県三好市を流れる吉野川水系の河川である。

## 地理
旧三好郡三野町の大川山に源を発し、吉野川に合流する。上流から下流にかけて香川県道・徳島県道108号勝浦三野線と並行に流れている。
河川には河内谷川の河川敷を利用した河内谷ふれあい公園があり、各種スポーツやイベントを楽しむことができる。

## 支流
- 松尾谷川
- 大屋敷谷川

## 流域の主な施設
- 三好市国民健康保険市立三野病院
- 河内谷ふれあい公園
- 三好市立芝生小学校
- 三好市立三野中学校

## 流域の自治体
徳島県
三好市